# Frederik Vilhelm Casper Benzon
Frederik Vilhelm Casper Benzon (7. maj 1791 i Køge – 24. januar 1832 i Burg (Femern)) var en dansk genealog og historiker.

## Uddannelse
Benzon blev født i Køge og var en søn af kammerjunker, major i kavaleriet Lars Benzon til Caden og Catharina Hedevig født Fabritius de Tengnagel. 1809 blev han dimitteret fra det Schouboeske Institut, og allerede året efter udnævntes han til hofjunker. Efter i 1812 at have taget juridisk eksamen blev han endnu samme år kammerjunker og ansat som auskultant i Danske Kancelli, hvorfra han to år efter forflyttedes til Rentekammeret. 1815 udnævntes han til forst- og jagtjunker og blev 1818 forstkandidat.

## Virke som genealog
Allerede 1813 var Benzon blevet optaget i Det kongelige danske Selskab for Fædrelandets Historie, med hvilket selskab det tidligere kongelige genealogiske og heraldiske Selskab få år i forvejen var blevet forenet, og han blev snart et af dets virksomste medlemmer; fra 1817 var han dets sekretær og arkivar og fra 1818 desuden selskabets kasserer.
Straks efter sin optagelse udarbejdede han sammen med Abraham Kall det 1814 udkomne slutningshæfte af Lexikon over adelige Familier i Danmark, og endvidere indeholder det af Selskabet udgivne Magasin til den danske Adels Historie flere værdifulde bidrag fra hans hånd, navnlig tillæg til det nævnte leksikon og en fortegnelse over de danske majorater.
Hans hovedværk er dog de såkaldte Benzonske Stamtavler over de til den danske adel fra 1660-1820 henhørende slægter, 5 foliobind (i Gehejmearkivet nu Rigsarkivet), der vel aldrig er blevet trykte, men for længst burde have været udgivne. Når henses til, at de er udarbejdede i løbet af forholdsvis få år, bærer disse slægttavler vidnesbyrd om en ganske ualmindelig flid og også om stor nøjagtighed, i det mindste for tiden efter 1660, hvorimod de for den ældre tid hverken i henseende til fuldstændighed eller pålidelighed kunne måle sig med Terkel Klevenfeldts samlinger. I almindelighed har de gjort god fyldest og fuldt ud fortjent den overordentlig flittige benyttelse, som nu i lang tid er blevet dem til del fra private forskeres side, men de er dog ved den omstændighed, at Gehejmearkivet i mangel af et bedre materiale hovedsagelig på dem havde funderet de genealogiske responsa, som det jævnlig som en art erstatning for et heroldembede afgav, blev omgivet med en større autoritet, end der kunne tilkomme privat mands ukontrollerede arbejde; Benzon har nemlig ingen specificeret angivelse af de kilder, hvorfra han i hvert enkelt tilfælde har samlet sit rige materiale.

## Amtmand
Desuden kan hans arbejde ikke betragtes som fuldført, da allerede 1823 afbrødes hans hele genealogiske virksomhed og dermed også hans officielle stillinger i Danske Selskab ved hans udnævnelse til amtmand på Femern, og da faderen samme år døde, overtog han desuden sit fædrenegods Caden i Holsten nær Hamborg.
Året efter giftede han sig 24. marts med Emilie Henriette Massmann, født 6. februar 1798. Hans helbred synes snart efter at være blevet nedbrudt, da han 1830 måtte søge sin afsked som amtmand, og allerede i 1832 bortreves ved døden i Burg. Hans hustru, der havde født ham to børn, døde 25. maj 1864.